# الثعبان الأخضر وليلي الجميلة
الثعبان الأخضر وليلي الجميلة (العنوان الأصلي بالألمانية:Das Märchen أو Märchen) حكاية خرافية من تأليف الأديب الألماني الكبير يوهان فولفغانغ فون غوته، نُشرت للمرة الأولى في عام 1795 في مجلة صديقه الأديب الألماني الآخر فريدرش شيلر مجلته "Die Horen". تختم الحكاية الخرافية برواية غوته القصيرة «حديث المهاجرين الألمان» (1795)، وتعتبر القصة القصيرة المؤسسة للحكاية الخرافية من النوع الفني (Kunstmärchen).

## وصلات خارجية
| - الثعبان الأخضر وليلي الجميلة، على أرشيف الإنترنت. - الثعبان الأخضر وليلي الجميلة، على كتب جوجل. - الثعبان الأخضر وليلي الجميلة، على ويكي مصدر الألمانية. - الثعبان الأخضر وليلي الجميلة، على مشروع جوتنبرج الألماني. | - الثعبان الأخضر وليلي الجميلة، على الفهرس العالمي. - الثعبان الأخضر وليلي الجميلة، على مكتبة جامعة هارفارد. - الثعبان الأخضر وليلي الجميلة، على جود ريدز. - الثعبان الأخضر وليلي الجميلة، على موقع أمازون. |